# Acer okamotoi
Acer okamotoi é uma espécie de árvore do gênero Acer, pertencente à família Aceraceae.